# Reinerita
La reinerita es un mineral de la clase de los minerales óxidos, del tipo arsenito. Fue descubierta en 1958 en una mina cerca de Tsumeb, en la región de Oshikoto (Namibia), siendo nombrada así en honor de Willy Reiner, químico que primero la analizó.

## Características químicas
Es una sal de arsenito anhidro de cinc, sin aniones adicionales. Se ha descrito un polimorfo sintético.

## Formación y yacimientos
Es de aparición extremadamente rara. Se forma en la zona de oxidación profunda en los yacimientos de minerales polimetálicos en dolomía sometida a alteración hidrotermal.
Suele encontrarse asociado a otros minerales como: calcocita, bornita, willemita, smithsonita, hidrocincita, hemimorfita, adamita, olivenita o gebhardita.